# Kevin Mitnick
Kevin David Mitnick poznatiji kao "Condor" (Van Nuys, Kalifornija, 6. kolovoza 1963. – Las Vegas, 16. srpnja 2023.) bio je američki stručnjak za računalnu sigurnost, ranije hacker i cracker.
U svijetu hackera poznat je po tome što je osmislio tehnike kao što su IP spoofing te socijalni inženjering primijenjen u informatici. Smatra se jednim od najsposobnijih hackera današnjice s obzirom na to da je uspio nekoliko puta "provaliti" u informatičke operativne sustave američke vlade, FBI te nekolicinu drugih informatičkih tvrtki kao sto je Sun Microsystems (u slučaju zadnje navedene radi se o nepotvrđenoj informaciji).

## Životopis
Rođen u Kaliforniji tijekom adolescencije pokazuje interes za elektroniku, nakon otkrića računala otkriva modem, nakom čega se odmah počinje baviti crackingom. Kao nadimak odabire "Condor" inspiriran filmom "Tri condorova dana". 1980. sa samo 17 godina prvi put biva kažnjen zbog krađe informatičkih priručnika, nekoliko drugih kažnjavanja slijede 1983., 1987. i 1988. godine.
Početkom devedesetih godina počinje ilegalno "upadati" u operativne sustave sve većih i važnijih američkih tvrkti, koristeći brojne sigurnosne propuste koje informatički sustavi sadrže.
FBI stimuliran od strane američke vlade te pritiskom Big Companies(velikih američkih tvrtki), započinje istraživanje o "Condoru" nakon što Mitnick saznaje da je jedan od najtraženijih informatičkih kriminalaca špijunira telefonske razgovore FBI-a te tako izbjegava uhićenje. Kevin je jedan od pionira u korištenju tehnike IP spoofing-a, tehnika koja omogućuje anonimnost računala s kojeg se izvršava napad na određeni informatički sustav. Ovom tehnikom napada mreže računala Tsutomua Shimomure - velikog eksperta informatičke sigurnosti sa sjedištem u San Diegu.
Shimoura prihvaća izazov te surađuje s FBI-em u hvatanju "Condora". 15. veljače 1995. Mitnicka uhićuju nakon operacije koja je trajala 168 dana. 2000. godine pušten je na slobodu uz uvjetnu kaznu zabrane spajanja na internet do 21. siječnja 2003. godine.